# Zone di protezione speciale del Veneto
Le zone di protezione speciale del Veneto, individuate in base alla Direttiva Uccelli (Direttiva 2009/147/CE) e appartenenti alla rete Natura 2000, sono 67 e comprendono 359 882 ettari del territorio regionale pari al 19,52% della superficie terrestre della regione. 

## Zone di protezione speciale
Il codice alfanumerico Natura 2000 individua anche la provincia in cui si trova la superficie maggiore dell'area (alcune aree coinvolgono più province)
- IT321 - VR
- IT322 - VI
- IT323 - BL
- IT324 - TV
- IT325 - VE
- IT326 - PD
- IT327 - RO

| Definizione dell'area                                                 | Immagine | Codice Natura 2000    | Sup. (ha) | Coordinate                  | Note |
| --------------------------------------------------------------------- | -------- | --------------------- | --------- | --------------------------- | ---- |
| Laghetto del Frassino                                                 |          | IT3210003             | 78        | 45°26′15″N 10°40′01″E       |      |
| Monti Lessini: Ponte di Veja, Vaio della Marciora                     |          | IT3210006             | 171       | 45°37′10″N 10°58′02″E       |      |
| Fontanili di Povegliano                                               |          | IT3210008             | 118       | 45°20′33″N 10°54′01″E       |      |
| palude del Busatello                                                  |          | IT3210013             | 443       | 45°06′40″N 11°05′19″E       |      |
| palude del Feniletto - Sguazzo del Vallese                            |          | IT3210014             | 167       | 45°19′05.16″N 11°06′46.44″E |      |
| palude di Pellegrina                                                  |          | IT3210015             | 111       | 45°13′43″N 11°00′50″E       |      |
| palude del Brusà - Le Vallette                                        |          | IT3210016             | 171       | 45°10′10.92″N 11°13′11.98″E |      |
| Basso Garda                                                           |          | IT3210018             | 1431      | 45°27′51″N 10°40′55″E       |      |
| Sguazzo di Rivalunga                                                  |          | IT3210019             | 186       | 45°20′55″N 11°06′18″E       |      |
| Monte Baldo Ovest                                                     |          | IT3210039             | 6510      | 45°44′09″N 10°49′56″E       |      |
| Monti Lessini - Pasubio - Piccole Dolomiti Vicentine                  |          | IT3210040             | 13872     | 45°44′38″N 11°12′02″E       |      |
| Monte Baldo Est                                                       |          | IT3210041             | 2762      | 45°39′12″N 10°52′02″E       |      |
| Ex Cave di Casale - Vicenza                                           |          | IT3220005             | 36        | 45°31′29″N 11°35′12″E       |      |
| Bosco di Dueville                                                     |          | IT3220013             | 319       | 45°37′26.04″N 11°31′41.52″E |      |
| altopiano dei Sette Comuni                                            |          | IT3220036             | 14988     | 45°57′24″N 11°28′53″E       |      |
| Massiccio del Grappa                                                  | e        | IT3230022             | 22473     | 45°53′54″N 11°48′32″E       |      |
| Lago di Busche - Vincheto di Cellarda - Fontane                       |          | IT3230032             | 537       | 46°00′28.88″N 11°58′08.54″E |      |
| Valli del Cismon - Vanoi: Monte Coppolo                               |          | IT3230035             | 2845      | 46°04′43″N 11°43′36″E       |      |
| Pale di San Martino: Focobon, Pape - San Lucano, Agner - Croda Granda |          | IT3230043             | 10909     | 46°18′15″N 11°54′22″E       |      |
| Dolomiti d'Ampezzo                                                    |          | IT3230071             | 11362     | 46°35′43″N 12°06′20″E       |      |
| Foresta del Cansiglio                                                 |          | IT3310006 e IT3230077 | 2713      | 46°04′55″N 12°24′37″E       |      |
| Gruppo Antelao - Marmarole - Sorapis                                  |          | IT3230081             | 17069     | 46°30′07″N 12°17′21″E       |      |
| Dolomiti Feltrine e Bellunesi                                         |          | IT3230083             | 31383     | 46°11′10″N 12°03′03″E       |      |
| Civetta - Cime di San Sebastiano                                      |          | IT3230084             | 6597      | 46°20′59″N 12°04′47″E       |      |
| Col di Lana - Settsas - Cherz                                         |          | IT3230086             | 2305      | 46°30′38.88″N 11°56′41.95″E |      |
| Versante Sud delle Dolomiti Feltrine                                  |          | IT3230087             | 8097      | 46°01′57.78″N 11°51′21.58″E |      |
| Dolomiti del Cadore e del Comelico                                    |          | IT3230089             | 70396     | 46°26′02.74″N 12°28′15.55″E |      |
| Cima Campo - Monte Celado                                             |          | IT3230090             | 1812      | 45°59′58″N 11°42′29″E       |      |
| Bosco di Basalghelle                                                  |          | IT3240006             | 14        | 45°49′48″N 12°31′16″E       |      |
| Bosco di Cessalto                                                     |          | IT3240008             | 28        | 45°41′55.68″N 12°37′10.46″E |      |
| Sile: sorgenti, paludi di Morgano e S. Cristina                       |          | IT3240011             | 1299      | 45°38′45.47″N 12°04′07.33″E |      |
| Fontane Bianche di Lancenigo                                          |          | IT3240012             | 64        | 45°42′39″N 12°16′58″E       |      |
| Ambito Fluviale del Livenza                                           |          | IT3240013             | 1061      | 45°49′25.5″N 12°34′30.6″E   |      |
| Bosco di Gaiarine                                                     |          | IT3240016             | 2.11      | 45°51′38.88″N 12°29′31.58″E |      |
| Bosco di Cavalier                                                     |          | IT3240017             | 9.43      | 45°45′53″N 12°33′07″E       |      |
| Fiume Sile: Sile Morto e ansa a S. Michele Vecchio                    |          | IT3240019             | 538       | 45°38′51.44″N 12°17′20.37″E |      |
| Grave del Piave                                                       |          | IT3240023             | 4687      | 45°49′14.94″N 12°14′30.9″E  |      |
| Dorsale prealpina tra Valdobbiadene e Serravalle                      |          | IT3240024             | 11622     | 46°00′00.22″N 12°08′24.02″E |      |
| Campazzi di Onigo                                                     |          | IT3240025             | 213       | 45°50′54.87″N 11°58′22.85″E |      |
| Prai di Castello di Godego                                            |          | IT3240026             | 1561      | 45°42′52.78″N 11°53′39.52″E |      |
| Garzaia di Pederobba                                                  |          | IT3240034             | 163       | 45°53′25.47″N 11°57′17.92″E |      |
| Settolo Basso                                                         |          | IT3240035             | 374       | 45°51′50.76″N 12°00′12.69″E |      |
| Penisola del Cavallino: biotopi litoranei                             |          | IT3250003             | 315       | 45°26′00.24″N 12°26′34.07″E |      |
| Bosco di Lison                                                        |          | IT3250006             | 5.56      | 45°44′52″N 12°44′34″E       |      |
| Ex Cave di Villetta di Salzano                                        |          | IT3250008             | 64        | 45°32′03″N 12°07′56″E       |      |
| Bosco di Carpenedo                                                    |          | IT3250010             | 13        | 45°30′52″N 12°15′01″E       |      |
| Ambiti Fluviali del Reghena e del Lemene - Cave di Cinto Caomaggiore  |          | IT3250012             | 461       | 45°46′20.52″N 12°49′12.63″E |      |
| Cave di Gaggio                                                        |          | IT3250016             | 115       | 45°33′41.76″N 12°19′46.2″E  |      |
| Cave di Noale                                                         |          | IT3250017             | 43        | 45°33′10.98″N 12°04′54.26″E |      |
| Ex Cave di Martellago                                                 |          | IT3250021             | 50        | 45°32′00″N 12°10′05″E       |      |
| Bosco Zacchi                                                          |          | IT3250022             | 0.75      | 45°48′13.41″N 12°45′43.94″E |      |
| Lido di Venezia: biotopi litoranei                                    |          | IT3250023             | 166       | 45°20′25.8″N 12°19′18.99″E  |      |
| Riserva naturale integrale Bosco Nordio                               |          | IT3250032             | 157 e 114 | 45°07′27.48″N 12°15′48.96″E |      |
| Foce del Tagliamento                                                  |          | IT3250040             | 280       | 45°38′30.22″N 13°05′19.32″E |      |
| Valle Vecchia - Zumelle - Valli di Bibione                            |          | IT3250041             | 2089      | 45°38′03.27″N 12°59′13.19″E |      |
| Valli Zignago - Perera - Franchetti - Nova                            |          | IT3250042             | 2507      | 45°39′12.9″N 12°54′23.89″E  |      |
| Garzaia della tenuta "Civrana"                                        |          | IT3250043             | 24        | 45°10′44.04″N 12°03′15.84″E |      |
| palude le Marice - Cavarzere                                          |          | IT3250045             | 46        | 45°08′17.7″N 12°03′43.78″E  |      |
| Laguna di Venezia                                                     |          | IT3250046             | 55206     | 45°29′24.16″N 12°23′26.01″E |      |
| palude di Onara                                                       |          | IT3260001             | 133       | 45°37′09.83″N 11°48′55.33″E |      |
| Colli Euganei - Monte Lozzo - Monte Ricco                             |          | IT3260017             | 15096     | 45°18′31″N 11°41′05″E       |      |
| Grave e Zone umide della Brenta                                       |          | IT3260018             | 3848      | 45°34′02.64″N 11°46′32.52″E |      |
| Le Vallette                                                           |          | IT3260020             | 13        | 45°14′27.09″N 11°36′24.65″E |      |
| Bacino Val Grande - Lavacci                                           |          | IT3260021             | 51        | 45°08′28.05″N 11°40′06.25″E |      |
| Golena di Bergantino                                                  |          | IT3270022             | 224       | 45°03′10.61″N 11°15′03.41″E |      |
| Delta del Po                                                          |          | IT3270023             | 25012     | 44°56′30.39″N 12°16′03.67″E |      |
| Vallona di Loreo                                                      |          | IT3270024             | 64        | 45°04′35″N 12°12′17″E       |      |